# Имран Назар Хосейн
Имран Назар Хосейн (Шейх Имран Хосейн, род. 1942) — исламский философ, учёный человек[уточнить] и автор[уточнить], специализируется в исламской эсхатологии, мировой политике, экономике, современных социально-экономических и политических проблемах, специалист в международных вопросах. Автор книги «Иерусалим в Коране».

## Биография
Имран Назар Хосейн родился на карибском острове Тринидад в 1942 году в семье родителей, чьи предки иммигрировали туда как наёмные рабочие из Индии.
Он окончил Институт Алимийя в городе Карачи, а также обучался в нескольких институтах высшего образования, включая Университет Карачи, Университет Вест-Индии, Университет аль-Азхар, и Женевский институт международных отношений в Швейцарии. Некоторое время он являлся сотрудником Министерства иностранных дел Тринидада и Тобаго, но в 1985 году ушёл с этой работы, чтобы посвятить свою жизнь миссии ислама.
На протяжении десяти лет он жил в Нью-Йорке, где работал директором исламоведения для Объединённого комитета мусульманских организаций в Большом Нью-Йорке. Он проводил лекции об исламе во многих американских и канадских университетах, колледжах, церквях, синагогах, тюрьмах и общественных зданиях. Он также участвовал во многих межрелигиозных диалогах с христианскими и иудейскими учёными, тем самым представляя ислам в США. Некоторое время он служил имамом мечети Дар аль-Коран в Лонг-Айленде. Он также возглавлял еженедельные молитвы Джума’а, и в течение десяти лет ежемесячно проводил проповеди в штаб-квартире Организации Объединённых Наций в Манхэттене.
Он является бывшим ректором Института Алимийя в Карачи, директором по исследованиям Всемирного исламского конгресса в Карачи, директором Института исламских изысканий и образования в Майами, и директором проповеднической миссии движения «Танзим-е-Ислами» в Северной Америке.
С момента окончания Института Алимийя в 1971 году, он активно и непрерывно путешествует по миру с лекциями об исламе. Он является автором более десяти книг. Книга «Иерусалим в Коране — исламский взгляд на судьбу Иерусалима», является его бестселлером, переведена на многие языки мира.